# Lerista emmotti
Lerista emmotti är en ödleart som beskrevs av  Collingwood Ingram COUPER och DONNELLAN 1993. Lerista emmotti ingår i släktet Lerista och familjen skinkar. Inga underarter finns listade i Catalogue of Life.